# 21451 Fisher
21451 Fisher è un asteroide della fascia principale. Scoperto nel 1998, presenta un'orbita caratterizzata da un semiasse maggiore pari a 2,2791849 UA e da un'eccentricità di 0,0722438, inclinata di 0,69529° rispetto all'eclittica.